# Gandänthipa

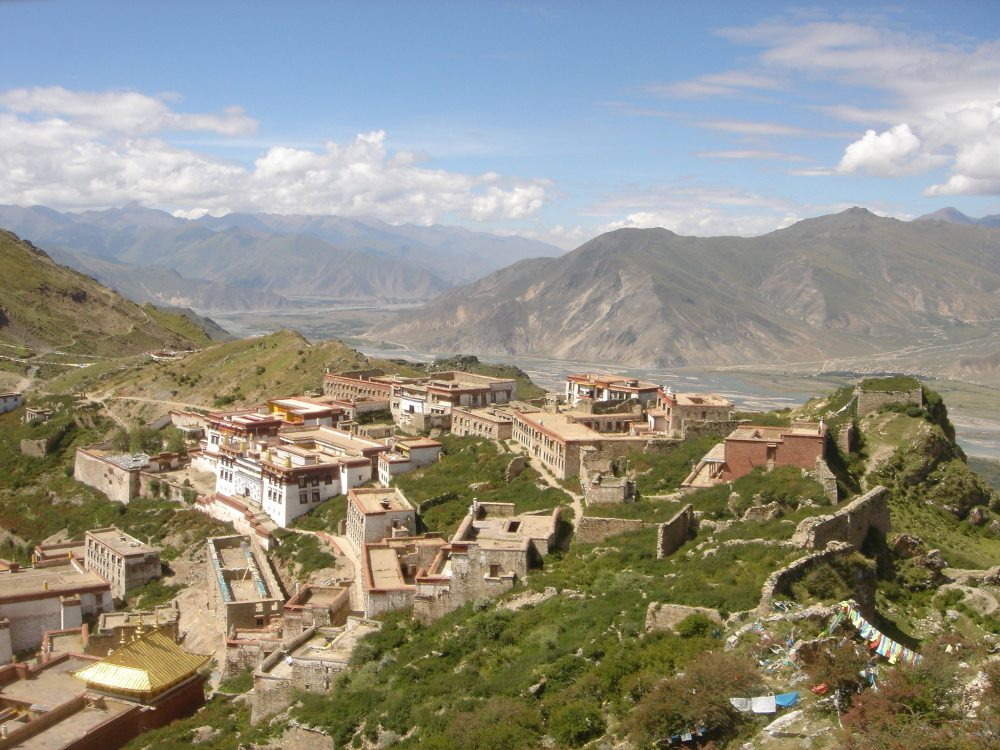
Klášter Gandän, jehož hlavní představitel je zároveň gandänthipou

Gandänthipa je titul hlavního duchovního představitele gelugpy, jedné z nejvýznamnějších škol tibetského buddhismu. Gandänthipa je současně hlavním představeným tibetského kláštera Gandän. Hlavním světským představitelem gelugpy je dalajláma, který však nemá takovou duchovní hodnost jako gandänthipa.
Gandänthipa bývá do funkce jmenován, čili se nejedná o funkci na principu tulkuů, jako je tomu např. u dalajlámů, pančhenlámů či karmapů. Funkce gandänthipy navíc není celoživotní, proto se na tomto postu vystřídalo více než sto představených (oproti čtrnácti dalajlámům).
Za prvního gandänthipu bývá tradičně považován zakladatel gelugpy Congkhapa, od roku 2003 tento post zastává 101. gandänthipa Khensur Lungri Namgjel.